# Pfarrkirche St. Lorenzen in der Reichenau

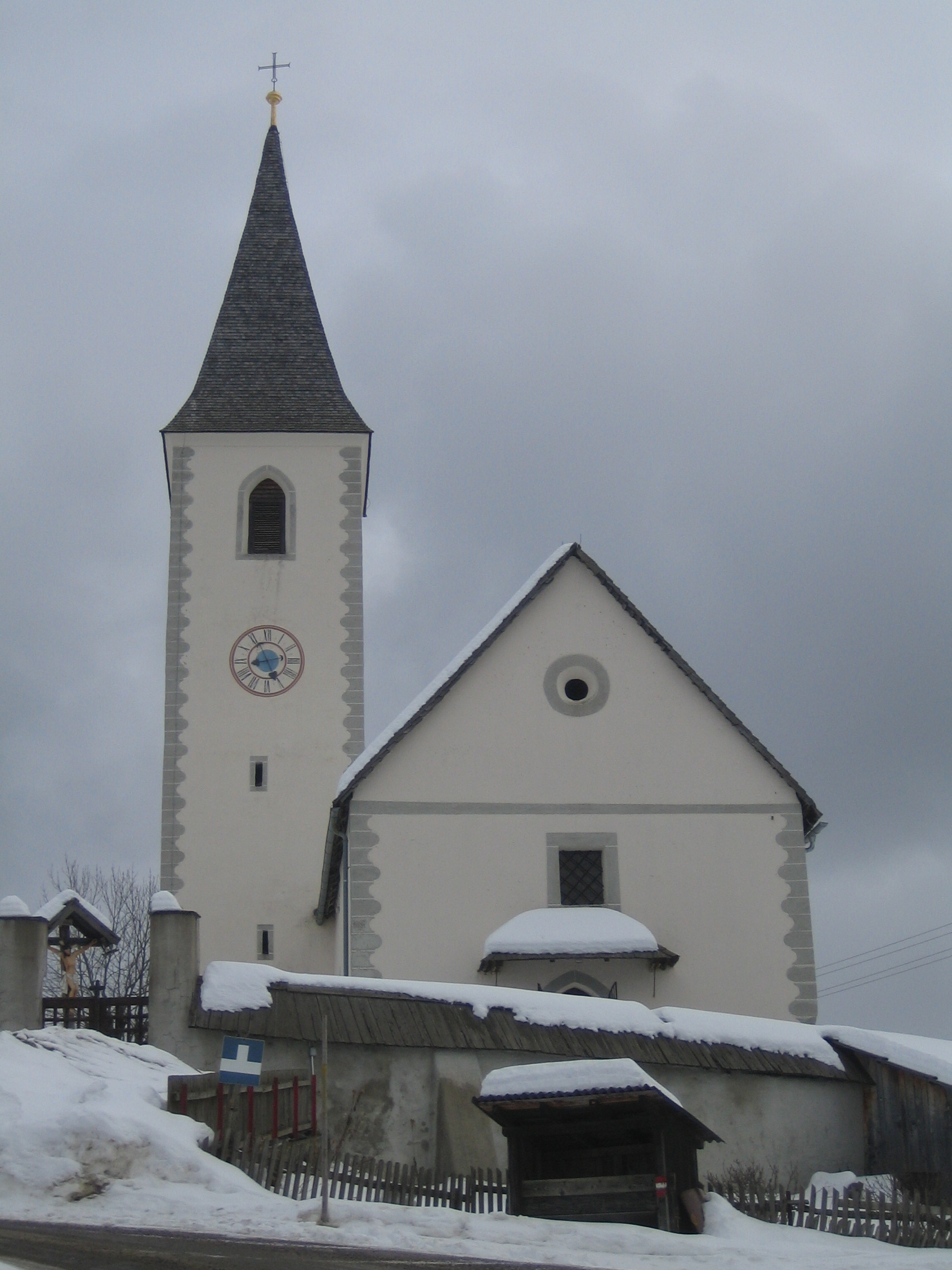
Pfarrkirche St. Lorenzen in der Reichenau

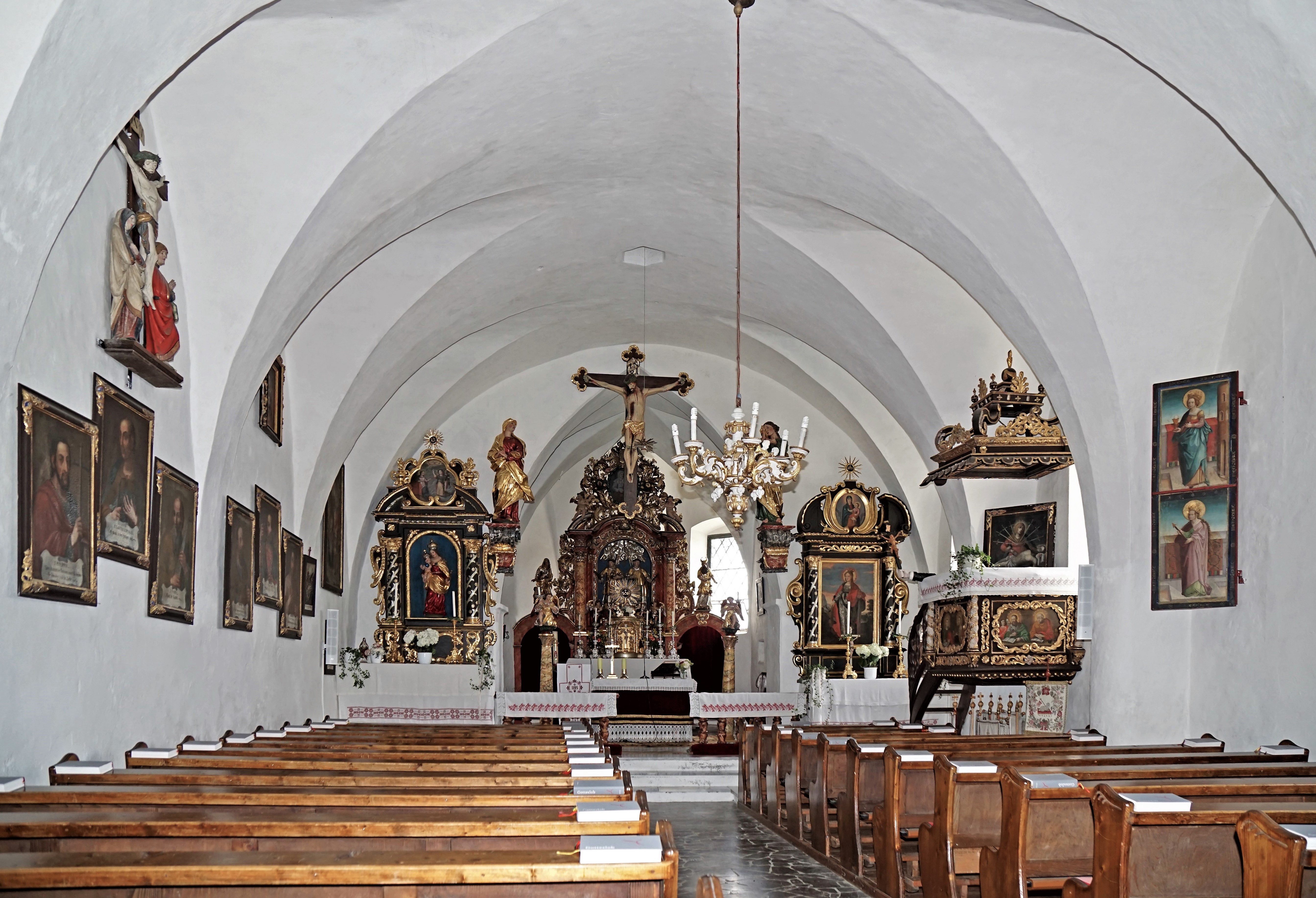
Innenansicht

Die römisch-katholische Pfarrkirche St. Lorenzen steht in 1477 Meter Seehöhe in der Gemeinde  Reichenau und ist die höchstgelegene Pfarrkirche Kärntens.

## Geschichte
Ein Vorgängerbau der heutigen Kirche war die am Michaelitag, dem 29. September, 1216 von Bischof Heinrich II. von Gurk
geweihte Capella S. Marie et S. Laurentii in alpibus. Sie war von Truchsess Pilgrim als Eigenkirche errichtet und mit einer Neubruchhube ausgestattet worden. Das romanische Bauwerk erfuhr in gotischer und barocker Zeit Veränderungen und Zubauten.

## Bauwerk
Die im Kern romanische Kirche erfuhr im 14. Jahrhundert  gotische und im letzten Viertel des 18. Jahrhunderts barocke Veränderungen. Das Bauwerk ist schindelgedeckt. Auf dem First des Langhauses ist ein Wetterhahn angebracht. Der eingezogene Chor mit Dreiachtelschluss wird von Strebepfeilern gestützt und besitzt im Norden und Süden Anbauten. Der Nordturm mit spitzbogigen Schallöffnungen wird von einem Pyramidendach bekrönt. Das spitzbogige Südportal ist vermauert, das spitzbogige Westportal mit Vordach mit 1787 bezeichnet. An der Ostwand des nördlichen Anbaues findet sich eine verwaschene Darstellung der Kreuzigung, an der südlichen Außenwand des Langhauses Reste eines Christophorusfreskos.

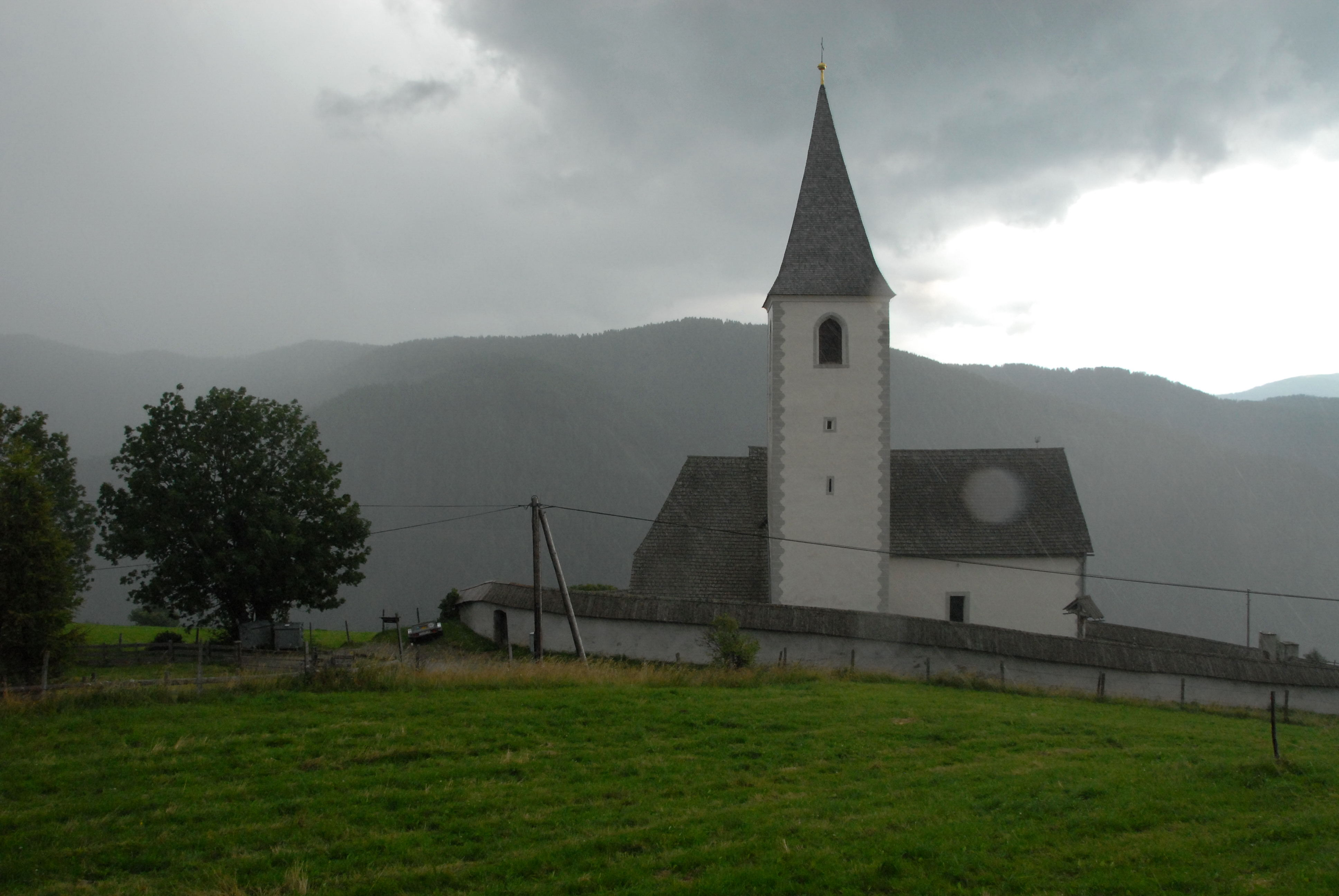
Nordansicht
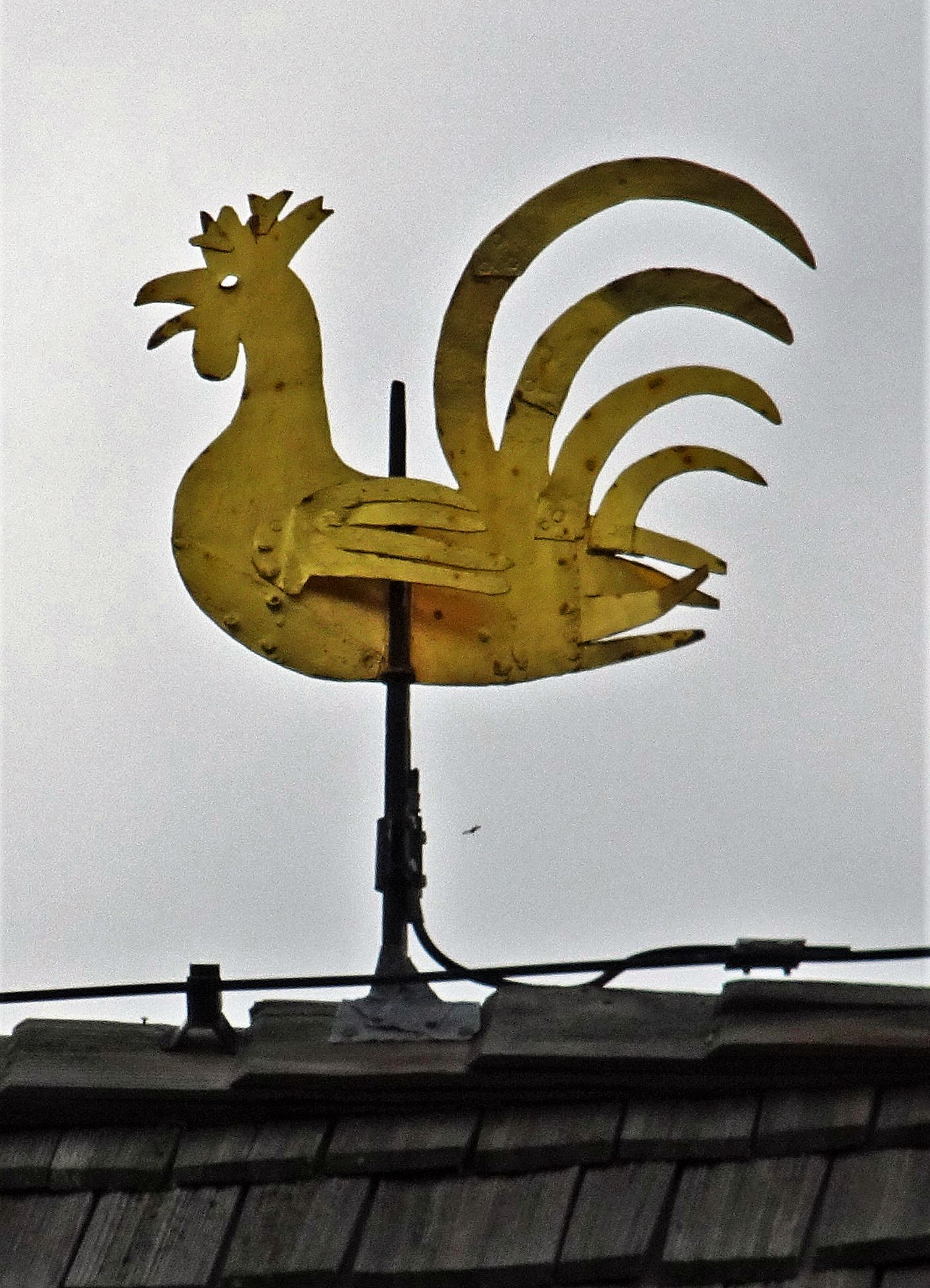
Wetterhahn

Das Langhaus wurde im letzten Viertel des 18. Jahrhunderts mit einem flachen Tonnengewölbe versehen, das durch Stichkappen in fünf Joche unterteilt wird. Von der ursprünglichen Flachdecke sind im Dachraum noch gemalte Ornamentbänder erhalten. Im Westen des Langhauses ist eine gemauerte Empore mit gedrücktem Bogen und Kreuzgraten eingestellt. Ein steil aufsteigender spitzbogiger Triumphbogen aus dem 14. Jahrhundert verbindet das Langhaus mit dem einjochigen, stichkappengewölbten Chor. Von der Chorsüdwand führt eine Tür mit geradem Sturz in die flachgewölbte Sakristei. Der nördliche Raum ist tonnengewölbt. Die östlichen, spitzbogigen Fenster stammen aus dem 14. Jahrhundert, die restlichen aus dem 18. Jahrhundert.

## Einrichtung
Am Hochaltar von 1708 mit Säulenarchitektur, Opfergangsportalen, gesprengtem Segmentgiebel und seitlich frei geschnitztem Akanthus stehen die Statuen der Heiligen Laurentius und Stephanus. Das Aufsatzbild zeigt den Unterricht Mariens. Der Tabernakel stammt aus der Mitte des 18. Jahrhunderts.
Der linke Seitenaltar ist ein Marienaltar, bezeichnet 1697. Der mit einfachem Knorpelwerk geschmückte Altar besteht aus einer Ädikula über kleinem Sockel und einem gesprengten Segmentgiebel mit Rahmen als Aufsatz. Im Schrein steht eine Maria Königin mit gekröntem Jesuskind. Das Aufsatzbild stellt die Verkündigung dar. Bekrönt wird der Altar durch ein Marienmonogramm im Strahlenkranz.
Der rechte Seitenaltar ist der hl. Katharina geweiht. Er ist ähnlich aufgebaut wie der Marienaltar. Das Mittelbild zeigt die heilige Katharina, im Aufsatzbild ist Maria mit Maphorion und Kind zu sehen. Bekrönt wird der Altar durch ein IHS-Monogramm im Strahlenkranz.
Die rechteckige, barocke Kanzel mit Schalldeckel wurde 1697 geschaffen und ist mit Laubwerkornament geschmückt. Die Brüstungsfelder des Kanzelkorbes sind mit den Halbfiguren der Evangelisten bemalt. Am oberen Rand des Kanzelkorbes ist eine Hand angebracht, die ein Kruzifix hält.

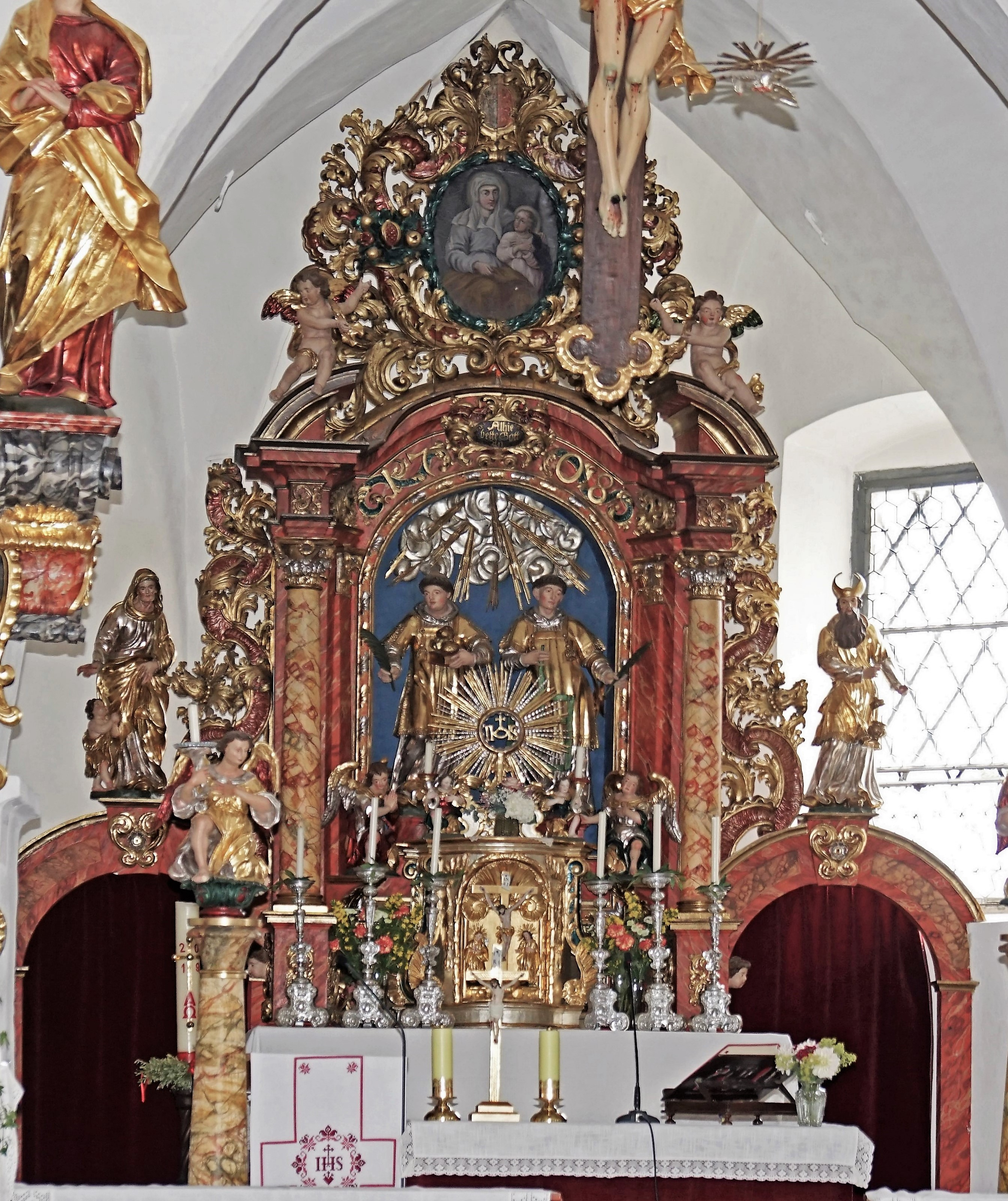
Der Hochaltar
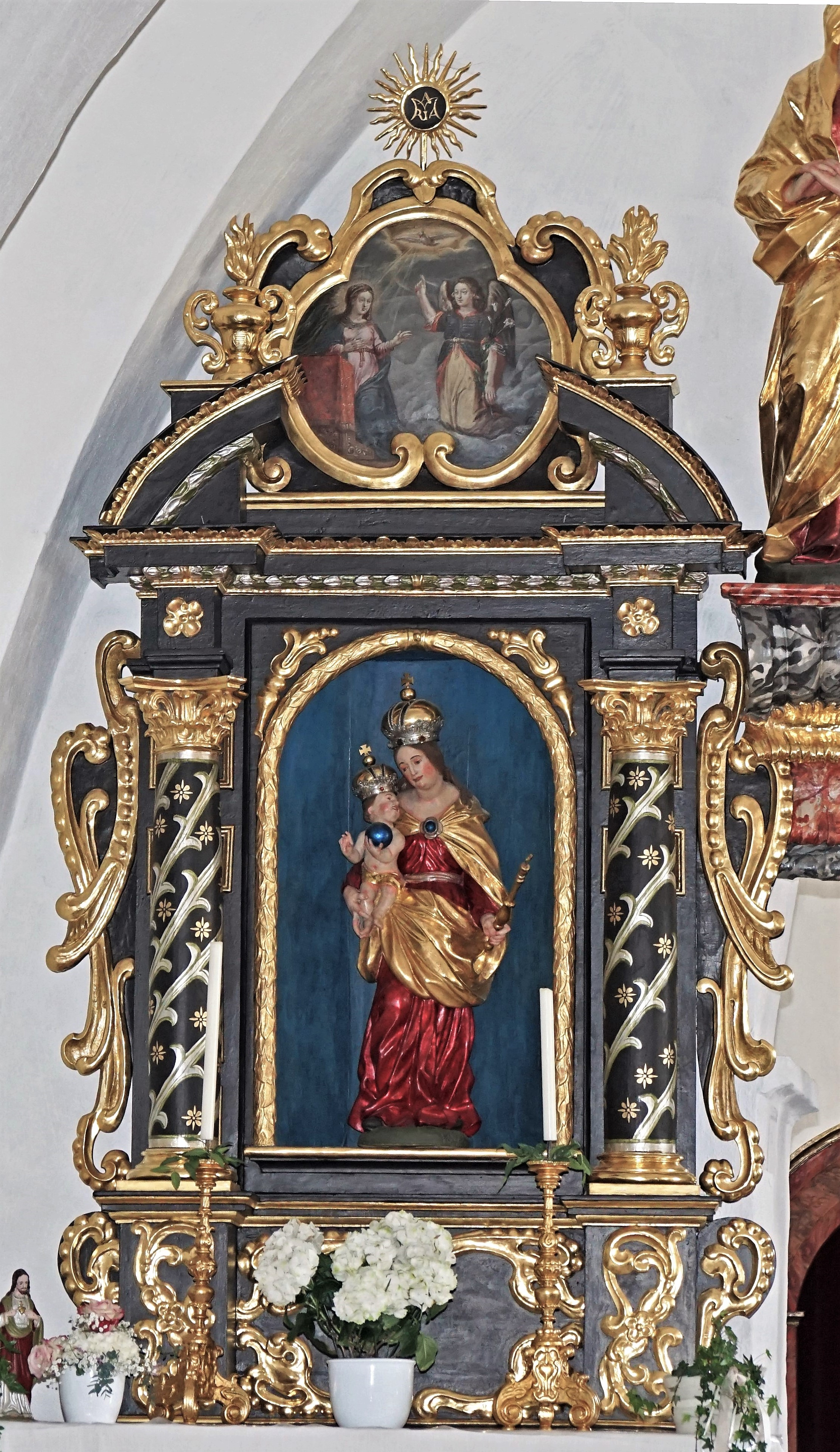
Linker Seitenaltar, Marienaltar
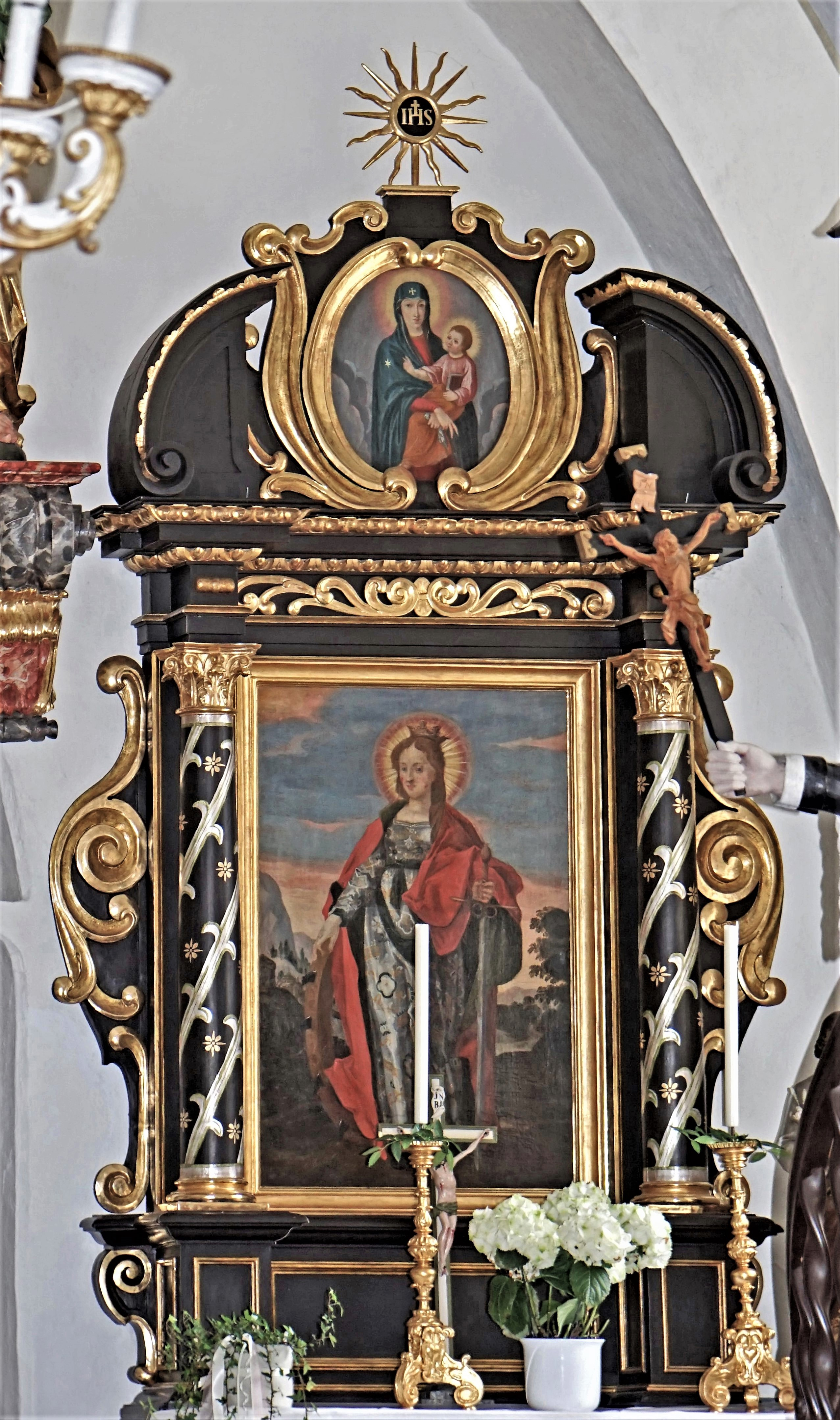
Katharinenaltar
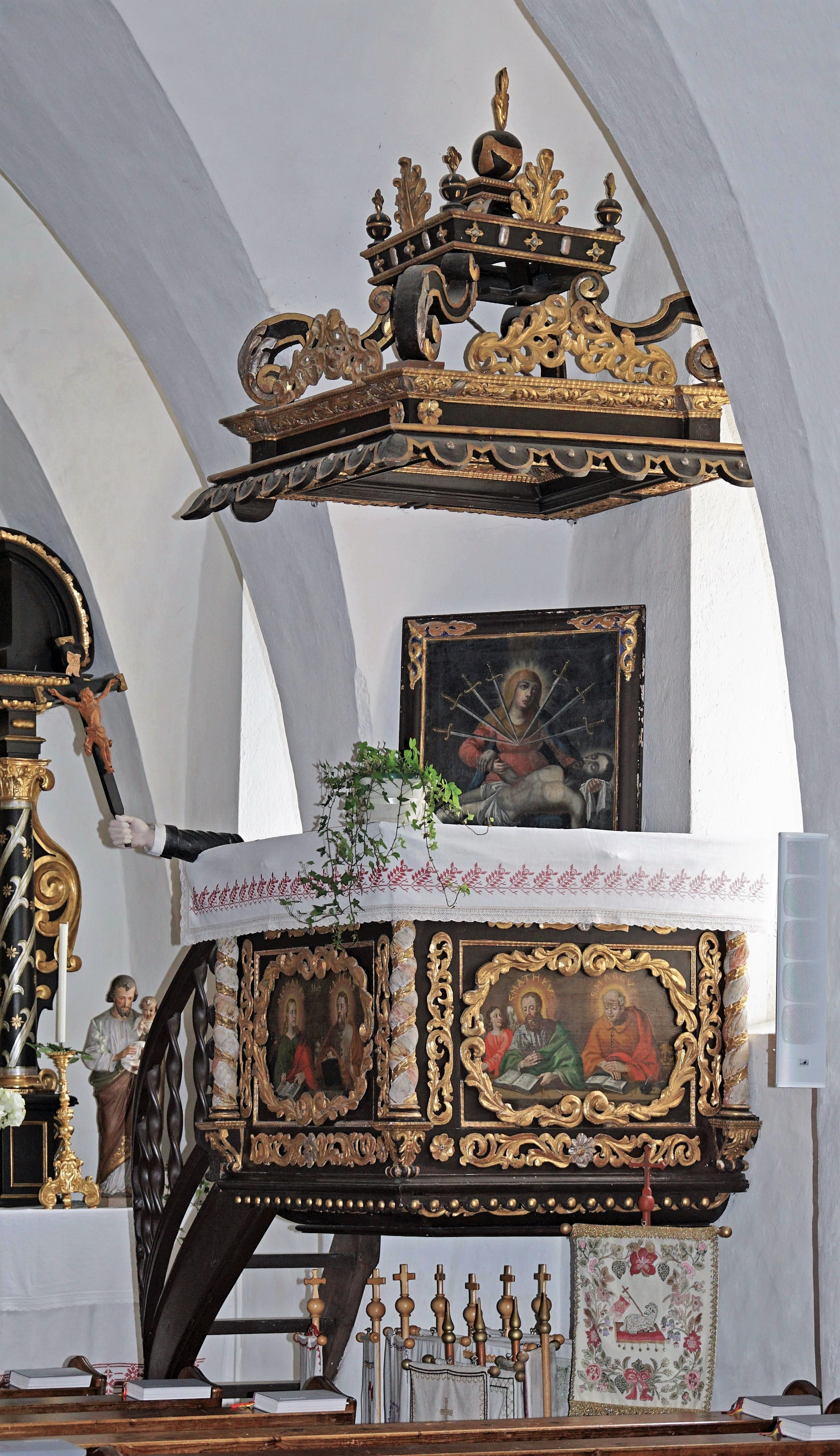
Die Kanzel

Über dem Triumphbogen ist eine Kreuzigungsgruppe aus dem 18. Jahrhundert angebracht.
Im Chor sind zwei spätgotische Holzplastiken, die Heiligen Laurentius und Stephanus aufgestellt.
Im Langhaus hängen Apostelbilder von 1796, Gemälde der heiligen Notburga und Isidor aus dem 18. Jahrhundert sowie ein Mariahilfbild in einem Schnitzrahmen vom Ende des 17. Jahrhunderts.
In der Kirche werden vier Altarflügelreliefs  mit der Verkündigung, Heimsuchung, der Geburt Christi und dem Tod Mariens, die aus der Filialkirche St. Anna stammen, aufbewahrt.